# Xã Cherry Grove, Michigan
Xã Cherry Grove (tiếng Anh: Cherry Grove Township) là một xã thuộc quận Wexford, tiểu bang Michigan, Hoa Kỳ. Năm 2010, dân số của xã này là 2.377 người.